# Cronologie
Cronologia reprezintă știința auxiliară istoriei care are ca obiect studierea datării evenimentelor, documentelor sau a altor izvoare istorice în vederea stabilirii succesiunii acestora pe o scară a timpului stabilită conform normelor moderne. Cronologia studiază, implicit, și vechile sisteme de măsurare a timpului, sisteme calendaristice (astronomice sau în funcție de evenimente) și datare, adaptându-le la normele acceptate în prezent pentru a fi plasate cu cât mai mare precizie în timp.
Prin prisma celor de mai sus, cronologia dezvoltă două ramuri distincte:
- Cronologia astronomică (matematică) care are drept obiect studiul fenomenelor astronomice care se repetă periodic și stabilește pe bază de calcul exact reperele fundamentale pentru normarea diverselor sisteme de măsurare a timpului (evoluția Soarelui pe boltă, succesiunea zi-noapte, fazele Lunii, succesiunea anotimpurilor etc.

- Cronologia istorică (tehnică) care are drept obiect conversia diverselor sisteme de măsurare a timpului și datare calendaristică ieșite din uz sau din afara standardului convenit precum și stabilirea cronologiilor succesiunii diverselor formațiuni statale, liste de conducători de state, de instituții, biserici, etc.

Apariția cronologiei este legată indisolubil și de apariția studiului istoric, necesitatea datării evenimentelor anterioare celor relatate fiind o tendință firească în studierea acestora. Bazele cronologiei, ca simplu calcul de succesiune de evenimente, sunt puse însă în Evul Mediu prin apariția și răspândirea tabelelor cronologice. Ca știință însă se fundamentează abia în secolele al XVII-lea și al XVIII-lea prin lucrările unor pionieri ai domeniului ca Gilles Buchier (De docrina temporum, Anvers, 1633) sau Denis Perau (De docrina temporum, Verona, 1734-1736 și L'art verifier les dates, Paris, 1750).
În secolul al XIX-lea ia un nou avânt odată cu dezvoltarea astronomiei, a calculelor astronomice și a celor privind calcularea timpului, pentru ca în secolul următor, să se definitiveze normativele internațional acceptate pe baza cărora se stabilesc cronologiile și se fac datările.
Ca reprezentanți de seamă ce au dezvoltat acestă știință în România se remarcă: Nicolae Docan, Vasile Gheorghiu, Ion Ionașcu și Francisc Pall.
Cuvântul cronologie este un cuvânt compus ce provine din alăturarea a două cuvinte, și anume: Cronos (care este zeul timpului, dar și unul dintre titanii din mitologia greacă) + logos (care se traduce ca studiu sau cunoaștere, din greaca veche).

## Măsurarea timpului

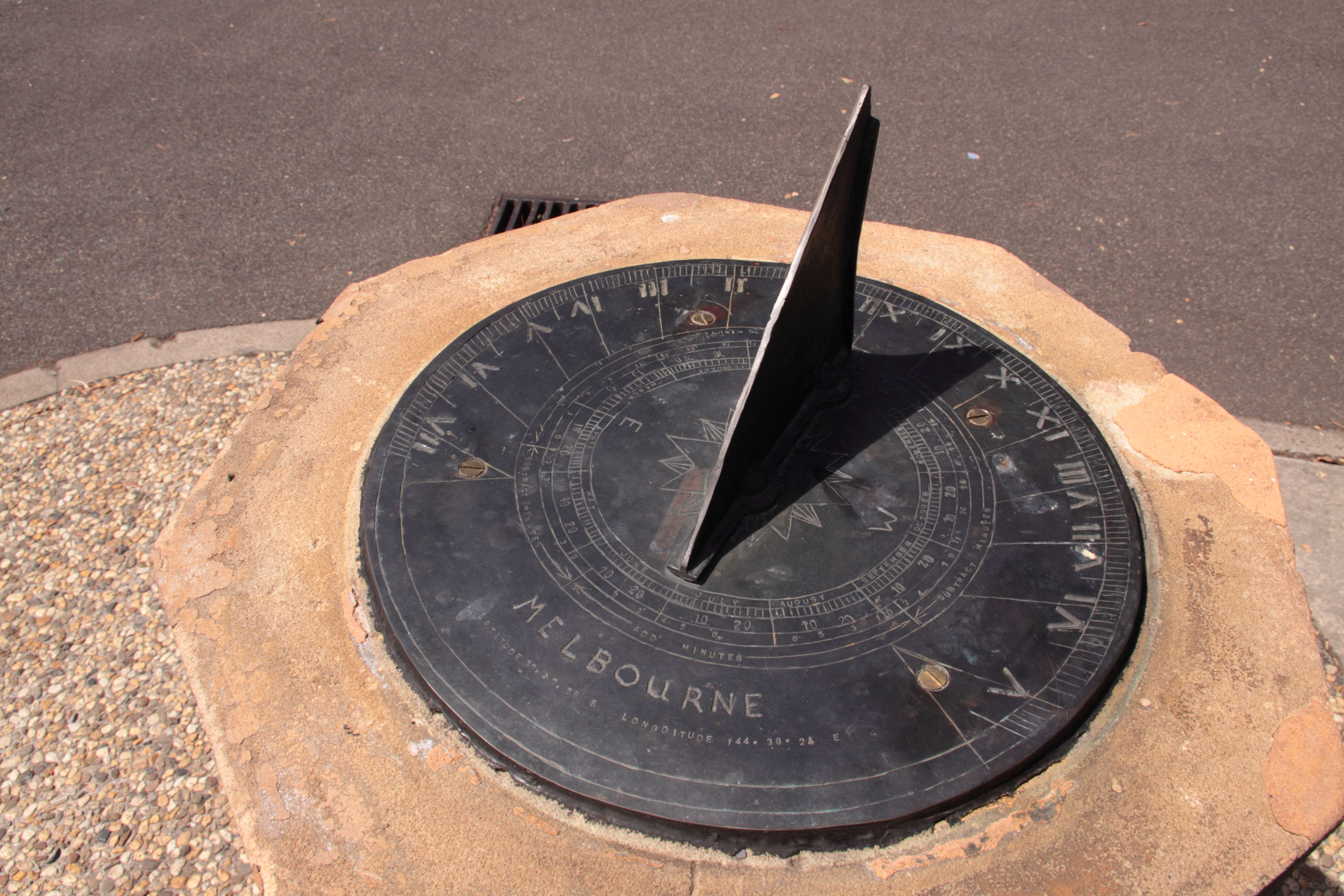
Ceas solar

Măsurarea timpului s-a realizat în forme diferite la popoarele Orientului Antic sau la cele din Europa. Există astfel calendare solare care se bazează pe rotația Pământului în jurul Soarelui; calendare lunare care se bazează pe rotația lunii în jurul Pământului. Momentul care marchează începutul fie a calendarului solar sau fie a celui lunar îl reprezintă era (era istorică reprezintă o perioadă lungă de timp care pornește de la un eveniment istoric cu care începe numărarea anilor). În cadrul istoriei societății omenești învățatul (călugăr) Dionisie cel Mic, născut în urmă cu peste 1500 de ani în Dobrogea, a stabilit două ere și anume: înainte de Hristos (î.Hr.) și după Hristos (d.Hr.).
- Grecii porneau numerotarea anilor de la primele Jocuri Olimpice (anul 776 î.Hr.).
- Romanii socoteau anii începând cu întemeierea Romei (anul 753 î.Hr.).
- Cronicarii români moldoveni și munteni au stabilit numerotarea anilor de la facerea lumii adică anul 5508 î.Hr.

## Epoci istorice

Exemplu de linie a timpului: liderii sovietici

Din punct de vedere al tranformărilor cunoscute de societate, istoria omenirii cuprinde cinci mari epoci:
- preistoria
- antichitatea
- evul mediu
- epoca modernă
- epoca contemporană

## Exemple de modele cronologice

### Creștine
În lumea ortodoxă, pentru cea mai mare parte a istoriei sale, a fost folosită era bizantină. Aceasta începea de la Facerea lumii, care fusese calculată ca având loc la 31 august, 5508 î.Hr.. Ca urmare, anul bizantin începea de la 1 septembrie. În Principatele Dunărene era și stilul bizantin au fost folosite în combinație cu calendarul gregorian și stilul circumciziei (anul începea la 1 ianuarie). Un an era cunoscut drept un văleat. În Țara Românească s-a folosit doar era și stilul bizantin. În Principatul Moldovei s-au folosit era bizantină și stilul circumciziei, până în 1725, când s-a trecut la stilul bizantin. Românii și celelalte populați ortodoxe din Principatul Transilvaniei foloseau același sistem ca și în Moldova, tranziția la stilul bizantin având loc la începutul secolului al XVII-lea. 